# Фердинанд Тенис
Фердинанд Тенис (Велт, 26. јул 1855 — Кил, 9. април 1936) био је немачки социолог и филозоф. Допринео је формирању социолошких теорија, а заслужан је и за уочавање разлика између два типа друштвених група, заједнице и друштва. Сматра се једним од оснивача немачког социолошког друштва, чији је председник био од 1909. до 1933. године, након чега је добио отказ због критиковања нациста. Тенис се сматра једним од првих немачких социолога, a објавио је преко 900 радова и допринео многим гранама социологије и филозофије. 

## Биографија
Фердинанд Тенис рођен је у Ајдерштету, на западној обали Шлезвиг – Холштајна. Његови преци, пореклом из Холандије, бавили су се пољопривредом чиме је његова породица стекла углед једне од водећих фармерских породица у фригијској покрајини.
1864. године , његова породица се сели у градић Хусум. Тенис упознаје песника Теодора Штрома. Ово пријатељство имаће доста утицаја на његов развој. Године 1872. завршава гимназију и отпочиње студије филозофије и класичне филологије на универзитету у Јени. Студије ће наставити на универзитетима у Лајпцигу, Бону и Берлину. Звање доктора филозофије добија 1877. године на универзитету у Тибингену. Тенис се потом посвећује изучавању филозофије и друштвених наука. Велики утицај на њега у том периоду оставили су Фридрих Паулсцен, познати филозоф, економиста Адолф Вагнер, као и социопсихолог Вилхелм Вунт. 
Тенисово интересовање за Томаса Хобса, заступника теорије о свемоћи државе, јавља се 1877. године. Бавећи се делима из области природног права и политичке филозофије темељно се упознаје са немачком и енглеском литературом. Тежи разумевању рационалног поретка природног права с једне стране и романтичарских теорија с друге. За њега друштвене теорије представљају социолошке податке који илуструју друштвене услове. Сматра да се комунизам и социјализам не могу посматрати као утопије, већ као облици стварног друштвеног живота. Историју човечанства посматрао је као пут од првобитног једноставног комунизма, преко ступњева индивидуализма све до државног и међународног социјализма. Ова схватања изложио је у својој чувеној књизи „Заједница и друштво“ (Gemeinschaft und Gesellschaft), 1887. године.
Био је предавач на Килском универзитету од 1881. до 1933. године када су га националсоцијалисти отпустили. На положају редовног професора провео је осам година, од којих је шест било ратних, што је ограничило његов утицај на младе генерације. 
Тенис је био један од оснивача немачког социолошког друштва и његов дугогодишњи председник. Такође је био почасни члан Америчког социолошког друштва. Умро је деветог априла 1936. године у Килу.

### Дело
Дело Фердинанда Тениса обухвата мноштво области из социологије, социјалне филозофије, политике и економије. Његов социолошки систем први пут је изложен у делу „Увод у социологију“. Ово дело представља основ за разумевање Тенисове теорије. Средиште његовог размишљања изложено је у његовом најпознатијем делу - „Заједница и друштво“ (Gemeinschaft und Gesellschaft). У овом делу дати су основни друштвено – психолошки принципи Тенисовог система. У каснијим својим делима, Тенис је примењивао ове основе на посебне друштвене појаве.
 
	Његов интерс за социолошке проблеме подстакло је његово проучавање Хобсове филозофије права и теорије државе. У својој књизи о Хобсу, као и у бројним каснијим делима, он је дао значајан допринос теорији о модерној држави и филозофији права.
	Последња фаза Тенисовог рада јесте фаза емпиријских истраживања, што је био један од првих немачких доприноса оваквог проучавања економских циклуса. 

### Најважније фазе социолошке теорије

#### Социолошка теорија и истраживање
Тенис је сматрао да су егзактне методе могуће у друштвеним наукама. Када је реч о социологији у ужем смислу, он врши следећу поделу: 
1. Чиста или теоријска социологија
2. Примењена социологија
3. Емпиријска социологија или социографија

Он је потврђивао исправност ширег поимања социологије које укључује и друштвену биологију, демографију и социјалну психологију. Његова идеја о чистој социологији одговара данашњем схватању опште социологије. Она представља систем појмова и норми о идеалним типовима. Примена ових појмова у објашњењу конкретних друштвених појава спада у домен примењене социологије. Емпиријска социологија представљала је социографско изучавање тренутних друштвених услова и процеса. 

#### Заједница и друштво
Срж Тенисовог система је учење о друштвеним ентитетима и људским односима. Ово учење засновано је на разликовању појмова друштва и заједнице. Ово учење значајно је за синтетисање рационалног и романтичког схватања друштва. Тенис је сматрао да разлике између двеју школа мишљења у области социјалне филозофије управо потичу од тога што свака заступа само једну сферу у изради концепције о читавој друштвеној стварности. Битне тачке Тенисове теорије су следеће: 
1. Све друштвене односе треба сматрати последицама људске воље.
2. Ова воља и унутрашњи однос удружених појединаца по карактеру могу бити разноврсни: од жеље за постизањем истог циља уз присуство равнодушности, па чак и мржње према партнеру (пословна сарадња) или ипак због осећаја симпатије према партнеру што сам однос чини вредним (пријатељство). Овим се могу разликовати две воље: рационална, која разликује циљеве од средстава и органска, која се проистиче из темперамента и карактера појединца
3. Ипак, органска воља није нужно ирационална, већ се могу разликовати степени њене рационалности. Скала почиње од односа код којих инстинктивна симпатија одређује индивидуалну, а долази до крајњих односа заснованих искључиво на заједничком прихватању извесних вредности.

#### Теоријска (чиста) социологија: друштвене групе
Друшвени ентитети класификовани су на следећи начин: 
1. Друштвени односи: они потичу од психичког односа који постоји и траје, при чему се из њега изводе узајамна права и обавезе учесника. Комплекс друштвених односа између више од два лица представља социјални круг.
2. Друштвена скупина: представља природну или психолошку скупину у оквиру које удружени појединци дају свој пристанак и учествују у њој. Пример овакве скупине је народ јер почива на заједничким природним и психичким особинама.
3. Друштвена корпорација: разликује се од претходних категорија по присуству организације, што одређеним личностима даје могућност вршења неке функције које чланови корпорације сматрају деловањем саме корпорације.

#### Друштвене норме и вредности
Нормативно уређивање пресудно је за друштвени живот људи. Друштвене норме дефинисане су као скуп забрана и наређења опште важности за појединце који су чланови неке заједнице. Њима се регулише понашање у оквиру заједнице и ван ње. Вредност овим правилима даје пристанак, односно споразум, који може бити изричит или прећутни. Тенис разликује две поделе норми: 
- Подела на: поредак, закон и морал.
- Подела према врсти друштвене воље којом се норме стварају: 
  1. заједнички облици друштвене воље: сагласност као општа црта заједничке тежње засноване на односима који се јављају као природни, обичаји засновани на заједничкој навици, религија заснована на вери у натприродне силе.
  2. друштвени облици воље: конвенција, законодавство, јавно мњење.

#### Теорија о јавном мњењу
Према Тенису, правилно схватање социолошких појава може се постићи само испитивањем појмова које људи о њима имају. За њега, феномен јавног мњења био је врло привлачан за истраживање и свој теоријски допринос о јавном мњењу Тенис резимира на следећи начин: 
1. Јавно мњење једне групе појмновно представља изражжавање воље те групе и разликује се од онога што се у свакодневном говору подразумева под јавним мњењем као скупом разноликих и контрадикторних гледишта.
2. Јавно мњење као политички важеће мишљење разликује се појмовно од аполитичких и локалистичких јавних мишљења.
3. Јавно мњење може бити више или мање чврсто, у зависности од питања на основу ког се формира.
4. Јавно мњење уопше као и у стриктном смислу разликује се од осећања и жеља људи. Јавно мњење у стриктном смислу при томе представља производ критичког начина мишљења.

### Тенисова дела
- Gemeinschaft und Gesellschaft (1887), Осмо издање, Лајпциг, 1935

Fundamental Concepts of Sociology: Gemeinschaft und Gesellschaft. Превео на енглески и допунио Чарлс П. Лумис, Њујорк, 1940. 
- Thomas Hobes, Leben und Lehre (1986), треће издање, Штутгарт, 1925.
- Die Entwicklung der sotzialen Frage (1907), четврто издање, Берлин, 1926.
- Das Wesen der Soziologie (Vortrog in der Gehe-Stiftung), Neue Zeit - unp

Streitfragen, Вол. IV 1907.
- Die Sitte. Франкфурт на Мајни, 1909.
- Der Englische Staat und der deutsche Staat. Берлин, 1917.